# The Best of Bizzy Bone
Albums de Bizzy Bone
Evolution of Elevation
(2006) Trials & Tribulations
(2007)
The Best of Bizzy Bone est une compilation de Bizzy Bone, sortie le 17 juillet 2007.

## Liste des titres
| No  | Titre                                        | Album original                      | Durée |
| --- | -------------------------------------------- | ----------------------------------- | ----- |
| 1.  | Nobody Can Stop Me                           | Heaven'z Movie                      | 4:13  |
| 2.  | What Do We Say?                              | The Midwest Cowboy                  | 3:59  |
| 3.  | Thugz Cry                                    | Heaven'z Movie                      | 3:50  |
| 4.  | Around the World                             | The Midwest Cowboy                  | 4:46  |
| 5.  | Fried Day                                    | Bande originale du film Next Friday | 4:39  |
| 6.  | One Time                                     | The Story                           | 4:04  |
| 7.  | On the Freeway                               | Heaven'z Movie                      | 4:39  |
| 8.  | Thugs Need Love Too (featuring Playalitical) | The Midwest Cowboy                  | 3:47  |
| 9.  | When I See                                   | The Story                           | 5:34  |
| 10. | Maybe You Can Hold Me                        | The Story                           | 3:44  |
| 11. | Don't Ask Me Why                             | Trials & Tribulations               | 5:01  |
| 12. | The Top                                      | Inédit                              | 5:01  |